# Idaho Springs
Idaho Springs – miasto w Stanach Zjednoczonych, w stanie Kolorado, w hrabstwie Clear Creek.